# 다나촌 (가나가와현 쓰즈키군)
다나촌(일본어: 田奈村)은 1889년 4월 1일부터 1939년 4월 1일까지 존재했던 [[일본] 가나가와현 쓰즈키군의 촌이다.

## 지리
현재의 요코하마시 아오바구 서부, 미도리구 서부에 해당한다.

## 역사
- 1889년 4월 1일 - 정촌제 시행에 의해 쓰즈키군 다나촌이 성립하였다.
- 1939년 4월 1일 - 요코하마시에 편입해, 동일 나카가와촌은 폐지되어, 동일에 신설된 고호쿠구의 일부가 되었다.
- 1969년 4월 1일 - 요코하마시 고호쿠구에서 분구해 아오바구가 되었다.

## 교통

### 철도
- 철도성 (→ JR동일본)
  - 요코하마선

## 참고 문헌
- 角川日本地名大辞典編纂委員会,『角川日本地名大辞典 神奈川県』1984, 角川書店
- 桑田竜太郎編『神奈川県銀行会社実業家名鑑』磯山繁三郎、1902年。
- 大日本篤農家名鑑編纂所編『大日本篤農家名鑑』大日本篤農家名鑑編纂所、1910年。
- 逓信六十年史刊行会編『逓信六十年史』逓信六十年史刊行会、1930年。